# Koíla
Koíla är en ort i Grekland.   Den ligger i prefekturen Nomós Kozánis och regionen Västra Makedonien, i den norra delen av landet, 300 km nordväst om huvudstaden Aten. Koíla ligger 688 meter över havet och antalet invånare är 1 493.
Terrängen runt Koíla är huvudsakligen kuperad, men åt nordost är den platt. Runt Koíla är det ganska tätbefolkat, med 62 invånare per kvadratkilometer. Närmaste större samhälle är Kozani, 3,3 km söder om Koíla. Trakten runt Koíla består till största delen av jordbruksmark.